# Michael Harbold
Michael Everett Harbold (Honolulu, 22 de mayo de 1968) es un deportista estadounidense que compitió en piragüismo en la modalidad de aguas tranquilas. Ganó tres medallas en los Juegos Panamericanos en los años 1987 y 1995.

## Palmarés internacional
| Juegos Panamericanos | Juegos Panamericanos          | Juegos Panamericanos | Juegos Panamericanos |
| Año                  | Lugar                         | Medalla              | Competición          |
| -------------------- | ----------------------------- | -------------------- | -------------------- |
| 1987                 | Indianápolis (Estados Unidos) | Medalla de oro       | K4 1000 m            |
| 1995                 | Mar del Plata (Argentina)     | Medalla de plata     | K4 500 m             |
| 1995                 | Mar del Plata (Argentina)     | Medalla de plata     | K4 1000 m            |